# Higúmeno

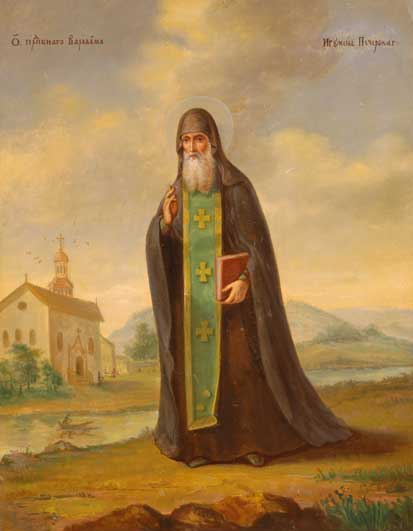
San Barlaam, primer higúmeno del monasterio de las Cuevas de Kiev.

Un higúmeno o hegúmeno (del griego ἡγούμενος, hìghóumenos, seguramente procedente de hìghêisthai, 'guiar') es un laico o clérigo monástico que ha sido elegido como líder por la comunidad del monasterio. Su equivalente en la actualidad es el abad (aunque actualmente muchos abades son sacerdotes).
En la antigüedad el título que se le daba el superior en el monasterio conventual era variado. En Oriente se lo llamó normalmente el superior, el anciano o también el padre del monasterio. En Asia Menor y entre los griegos generalmente se le llamó el archimandrita (archos, jefe, y mandra, monasterio) o higúmenos. Originalmente parece no haber ninguna diferencia apreciable en la significación de estas dos palabras, pero, después del período de Justiniano, el título de archimandrita fue reservado para el superior más antiguo o más importante del monasterio. Sin embargo, se han mantenido ambos nombres y, hasta el momento actual, son los títulos dados a los superiores monacales en la cristiandad oriental.